# ディディエ・ラツィラカ
ディディエ・ラツィラカ（マダガスカル語: Didier Ratsiraka, 1936年11月4日 - 2021年3月28日）は、マダガスカルの軍人・政治家。元大統領(在任1976-1993と1997-2002、最高革命評議会議長時代を含む)。日本のメディア等では「ラチラカ」と表記されることも多い。

## 経歴
マダガスカルは1960年6月に独立すると、初代大統領フィリベール・ツィラナナの下で親フランス・南アフリカ政策を実施したが、経済低迷と民族主義の台頭から軍部クーデターが発生し（1972年5月18日）、ガブリエル・ラマナンツォア少将が軍事政権｢人民国家開発評議会」を設立し、社会主義路線へ舵を切った。ラマナンツォアの後任リシャール・ラツィマンドラヴァ大佐が暗殺される（1975年2月11日）と、ジル・アンドリアマハゾ将軍率いる軍評議会が全権を掌握した。
アンドリアマハゾの後任に選出されたのがディディエ・ラツィラカ海軍少佐であり（1975年6月）、最高革命評議会議長に就任して社会主義路線の強化に取り組んだ。ラツィラカ政権は主要産業での国有化、農業集団化を実施し、1976年1月大統領に就任した。1980年代に入ると、社会主義政策の停滞が明らかとなり、改革を求める民衆運動が発生した。1982年に再選、1989年に三選を果たしたラツィラカだが、1990年には反ラツィラカ派によるクーデター未遂事件が発生するに至る。ラツィラカは経済自由化に取り組み、民主化を進めた。1992年11月、大統領選挙で野党候補アルベール・ザフィが当選し、ラツィラカは退陣を余儀なくされた。
1996年議会がザフィに弾劾決議を下すと、ラツィラカは選挙で大統領に返り咲いた。しかし、ラツィラカ政権は経済状況の改善を達成できず、腐敗も指摘された。2001年の選挙ではマーク・ラヴァルマナナ候補と開票結果をめぐり激しく対立した。ラツィラカはトアマシナに本拠地を移し、ラヴァルマナナ派の支配する首都への物資輸送を停止。2002年4月、最高裁判所判決でラヴァルマナナ支持が表明され、ラツィラカは国外退去を強制されることとなりフランスに亡命した。
2011年11月24日、2009年に勃発した政治危機解決のためアンドリー・ラジョエリナ大統領に招かれる形で帰国を許された。ラツィラカとラジョエリナの他、かつての政敵であったラヴァルマナナとザフィも会談に加わった。2021年3月28日に84歳で死去。